# Dießen am Ammersee
Dießen am Ammersee is een gemeente in de Duitse deelstaat Beieren, en maakt deel uit van het Landkreis Landsberg am Lech.
Dießen am Ammersee telt 10.546 inwoners.
De plaats vormde, samen met het naburige Andechs, het stamland van de hertogen van Meranië. Hertog Berthold III (IV) werd hier begraven.

## Bezienswaardigheden
De Marienmünster  werd gebouwd (1732-1739) door Johann Michael Fischer, op de plaats van een voormalig augustijner convent.
Het Carl Orff Museum is gewijd aan de componist Carl Orff en bevindt zich in het huis waar hij tientallen jaren heeft gewoond.
Het Schacky-Park, genoemd naar Freiherr von Schacky (1849-1913), grenst aan het zuiden van Dießen en is toegankelijk voor bezoekers.
Apfeldorf ·
Denklingen ·
Dießen a.Ammersee ·
Eching a.Ammersee ·
Egling a.d.Paar ·
Eresing ·
Finning ·
Fuchstal ·
Geltendorf ·
Greifenberg ·
Hofstetten ·
Hurlach ·
Igling ·
Kaufering ·
Kinsau ·
Landsberg a.Lech ·
Obermeitingen ·
Penzing ·
Prittriching ·
Pürgen ·
Reichling ·
Rott ·
Scheuring ·
Schondorf a.Ammersee ·
Schwifting ·
Thaining ·
Unterdießen ·
Utting a.Ammersee ·
Vilgertshofen ·
Weil ·
Windach